# Barrio solar en Schlierberg

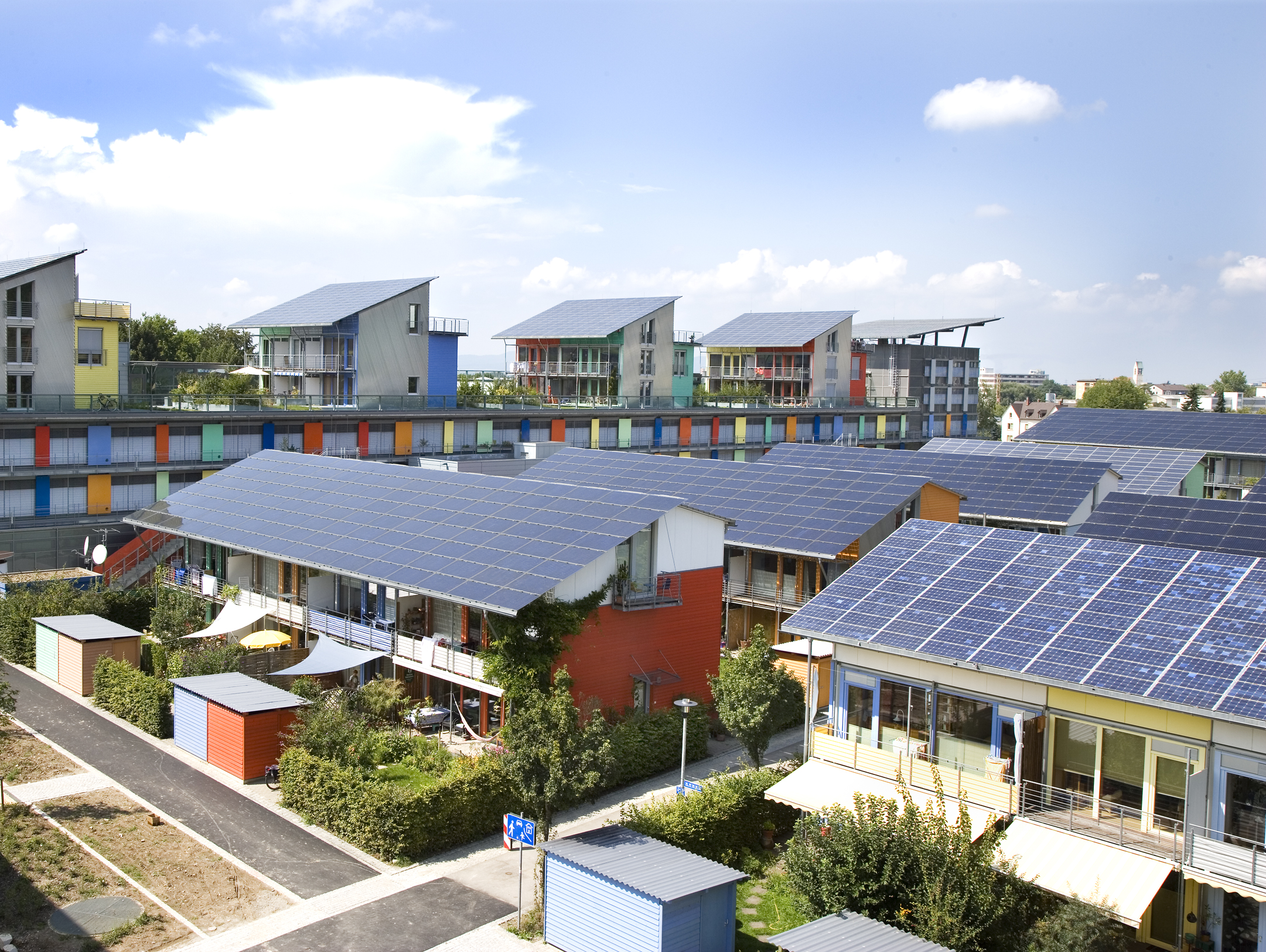
The Solar Settlement with the Sun Ship en el fondo: dos proyectos PlusEnergy en Friburgo.

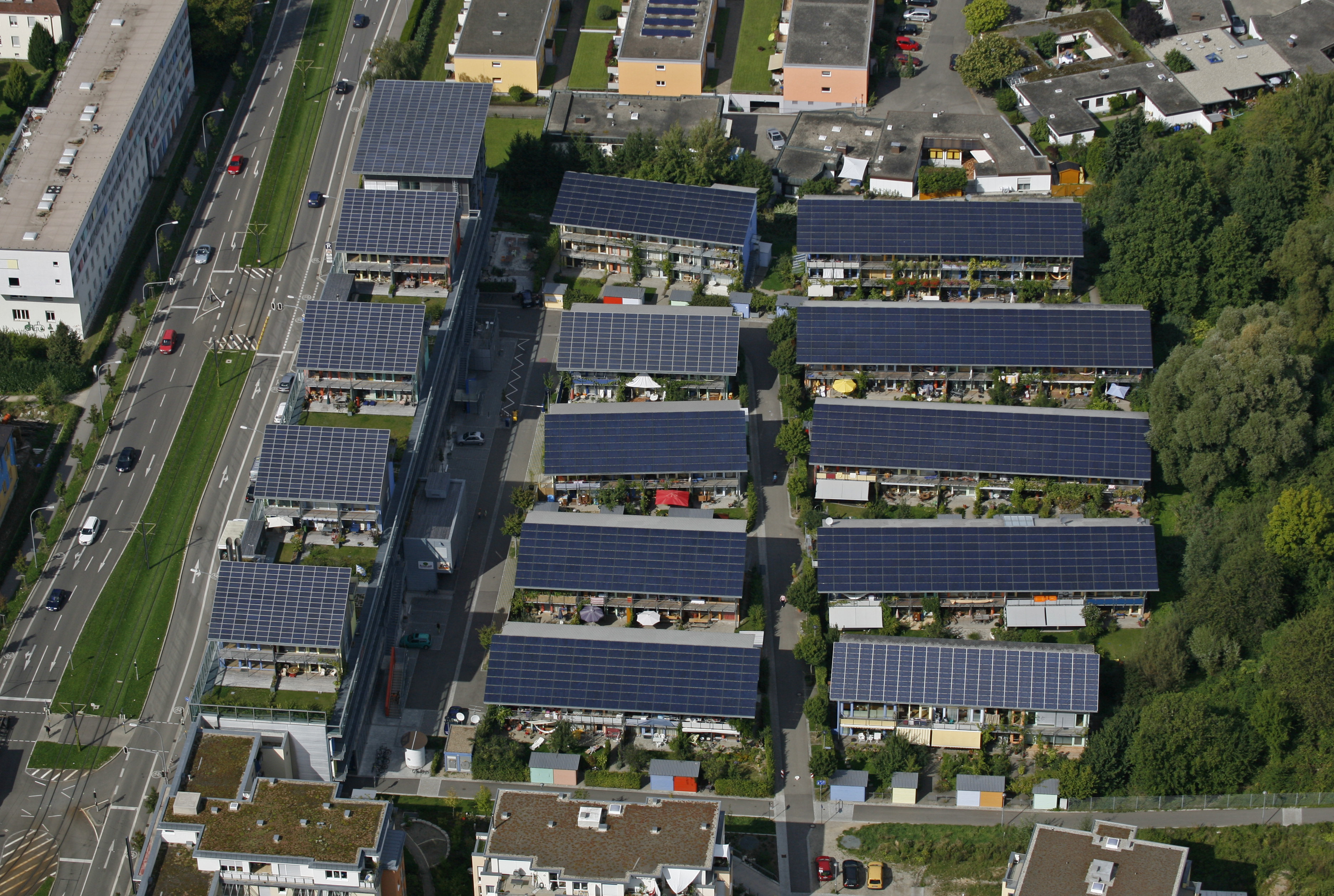
Asentamiento solar en Friburgo.

El barrio solar en Schlierberg (en alemán: Solarsiedlung am Schlierberg) es una comunidad de 59 viviendas PlusEnergy en Friburgo, Alemania. El arquitecto solar Rolf Disch quería aplicar su concepto PlusEnergy, creado originalmente con su casa Heliotrope, para la producción residencial en masa. Este complejo residencial ganó premios tales como la Casa del Año (2002), el Premio de integración solar fotovoltaica residencial (2002), la comunidad de viviendas más bella de Alemania (2006). Es la primera comunidad de viviendas del mundo en la que todas las viviendas producen un balance energético positivo, que es libre de emisiones y CO2 neutral. Construido entre 2000 y 2005 en el barrio Vauban de Friburgo, el diseño de cada hogar ofrece la máxima eficiencia energética y convierte las facturas de energía en ingresos de energía. El Barrio Solar ha demostrado la visión de Disch de un "imperativo ambiental fundamental" ya que estas casas han exhibido más de 8 años de ocupación total y cada una produjo más de 4,000 euros ($ 5,600) cada año en ganancias de energía solar. Disch cree que la imagen que exhibe su comunidad es tan importante como el ahorro ecológico que aporta. Disch dice que 50 hogares que eliminan las facturas de energía y alimentan con energía renovable limpia y sostenible a la red de la ciudad es el imperativo que necesitamos. Contribuyen a la meta del desarrollo ecológico y económico sostenible y muestran al mundo entero que comunidades como esta son económicas, hermosas, cómodas y de hecho preferibles. Los inquilinos del Barrio Solar no afirman haber hecho ningún compromiso en sus situaciones de vida, sino que han mejorado tanto ambiental como económicamente. Hecho con madera de la Selva Negra, el interior de madera y la iluminación natural proporcionan espacios felizmente iluminados y un flujo natural de una habitación a otra. 

## PlusEnergy
PlusEnergy es un concepto acuñado desarrollado por Rolf Disch que indica la eficiencia energética extrema de una estructura para que mantenga un equilibrio energético positivo, produciendo realmente más energía de la que utiliza. Con la finalización de su residencia privada, el Heliotrope, en 1994, Disch había creado la primera casa PlusEnergy del mundo. La lógica de un hogar que crea más energía de la que consume tiene mucho sentido para Disch. Su siguiente objetivo en su desarrollo fue, por lo tanto, la aplicación masiva del concepto al espacio residencial, comercial y minorista. A medida que el concepto se desarrolló y ganó respaldo financiero, Disch construyó varios proyectos más con certificaciones PlusEnergy. PlusEnergy es un concepto simple que se ha materializado en un diseño técnico. "PlusEnergy es un imperativo ambiental fundamental", afirma Disch. Disch cree que la construcción pasiva no es suficiente porque las casas pasivas aún emiten CO2 a la atmósfera: ¡podemos activar nuestros hogares con energía solar! 

### Planificación comunitaria
La planificación comunitaria va de la mano con el desarrollo sostenible y, por lo tanto, Rolf Disch dedica gran parte de su diseño y planificación a la simbiosis con el entorno de sus proyectos. Una comunidad solar genera identificación y una enorme imagen pública. Disch dice que atrae a grandes inquilinos, empresas innovadoras y lugares de trabajo creativos a través de su diseño. Disch siempre tiene como objetivo crear una comunidad con usos combinados para un concepto de planificación urbana ecológica como la gestión del tráfico, con senderos amplios y atractivos, rutas para bicicletas y conexiones con el transporte público. En el Barrio Solar, por ejemplo, los inquilinos y propietarios incorporan el uso compartido de bicicletas y automóviles y el vecindario tiene una extensa zona libre de automóviles con muchas conexiones de transporte público. Disch también ha incorporado soluciones comunitarias para la energía. Por ejemplo, una unidad de cogeneración de biomasa es extremadamente conveniente, ya que cumple con las demandas de calefacción adicionales (reducidas) para sus hogares PlusEnergy. 

### Premios
- Premio Alemán de Sostenibilidad 2008
- Premio de creatividad japonesa PEN-Magazine 2007-08
- 2006 La comunidad de viviendas más bella de Alemania
- Premio Wuppertal de Energía y Medio Ambiente 2005
- Premio Global de Energía 2003
- Premio Solar Europeo 2002
- 2001 Premio de Arquitectura Fotovoltaica Baden-Württemberg